# Britisch-pakistanische Beziehungen
Britisch-pakistanische Beziehungen bezeichnet das zwischenstaatliche Verhältnis zwischen der Islamischen Republik Pakistan und dem Vereinigten Königreich Großbritannien und Nordirland. Die Beziehungen sind durch die gemeinsame koloniale Geschichte geprägt. Beide Staaten sind Mitglieder des Commonwealth of Nations, und im Vereinigten Königreich lebt eine große Gemeinschaft von Briten pakistanischer Herkunft.

## Geschichte

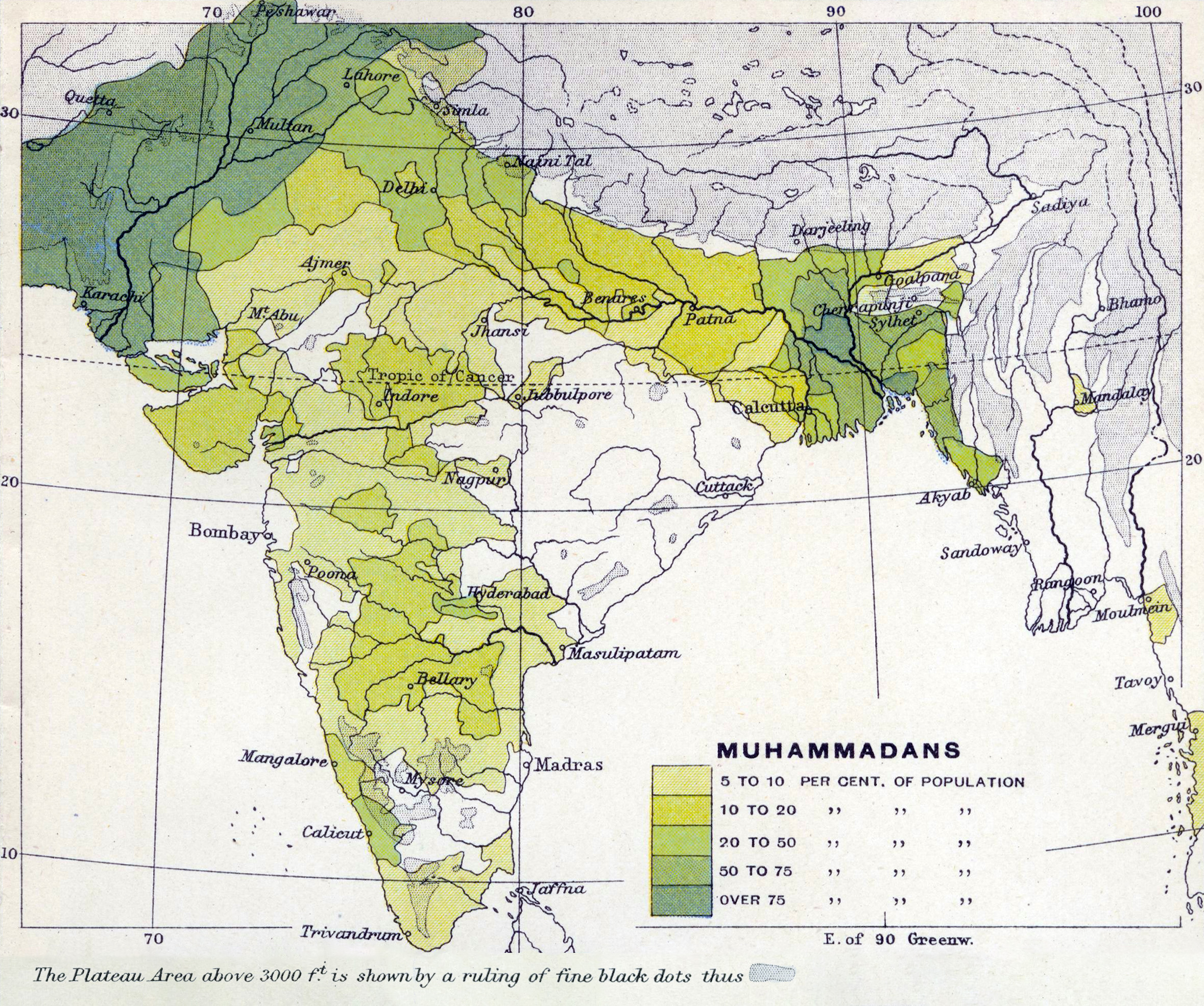
Muslimische Bevölkerung in Britisch-Indien (1901)

Bereits im 19. Jahrhundert kam das Gebiet des heutigen Pakistan unter britische Herrschaft (als Teil von Britisch-Indien). Die britische Kolonialverwaltung klassifizierte die Bevölkerung stark nach Religionszugehörigkeiten, was zu einer Verschärfung der Gegensätze zwischen Hindus und Muslimen beitrug. 1906 entstand als Interessenvertretung der indischen Muslime die Muslimliga (All-India Muslim League). Während des Zweiten Weltkriegs unterstützte die Muslimliga unter Muhammad Ali Jinnah – im Gegensatz zum Indischen Nationalkongress – die britische Kriegsanstrengung; die Kolonialmacht revanchierte sich dafür, indem sie die Muslimliga förderte, um den Einfluss des Kongresses einzudämmen. Im März 1940 verabschiedete die Muslimliga die Lahore-Resolution, die die Idee eines eigenen muslimischen Staates (Pakistan) postulierte. Die britische Regierung signalisierte nach Kriegsende ihre Bereitschaft, Indien in die Unabhängigkeit zu entlassen. Louis Mountbatten, der letzte Vizekönig, setzte – auch um den Verhandlungsdruck zu erhöhen – den Termin für die Machtübergabe überraschend bereits auf den 15. August 1947 fest. Nachdem eine Einigung zwischen Muslimliga und Kongresspartei gescheitert war, legte die Kolonialregierung die Aufteilung Britisch-Indiens entlang mehrheitlich hinduistisch bzw. muslimisch besiedelter Gebiete fest. Die Teilung Indiens in die unabhängigen Dominions Pakistan und Indien ging mit chaotischen Umsiedlungen und beispielloser Gewalt einher: Über zehn Millionen Menschen wurden vertrieben, und Schätzungen gehen von mehr als einer Million Todesopfern aus. Die Grenzziehung wurde erst nach der Unabhängigkeit bekanntgegeben, wodurch Großbritannien sich juristisch der Verantwortung entzog, jedoch das Ausmaß der humanitären Katastrophe verstärkte.

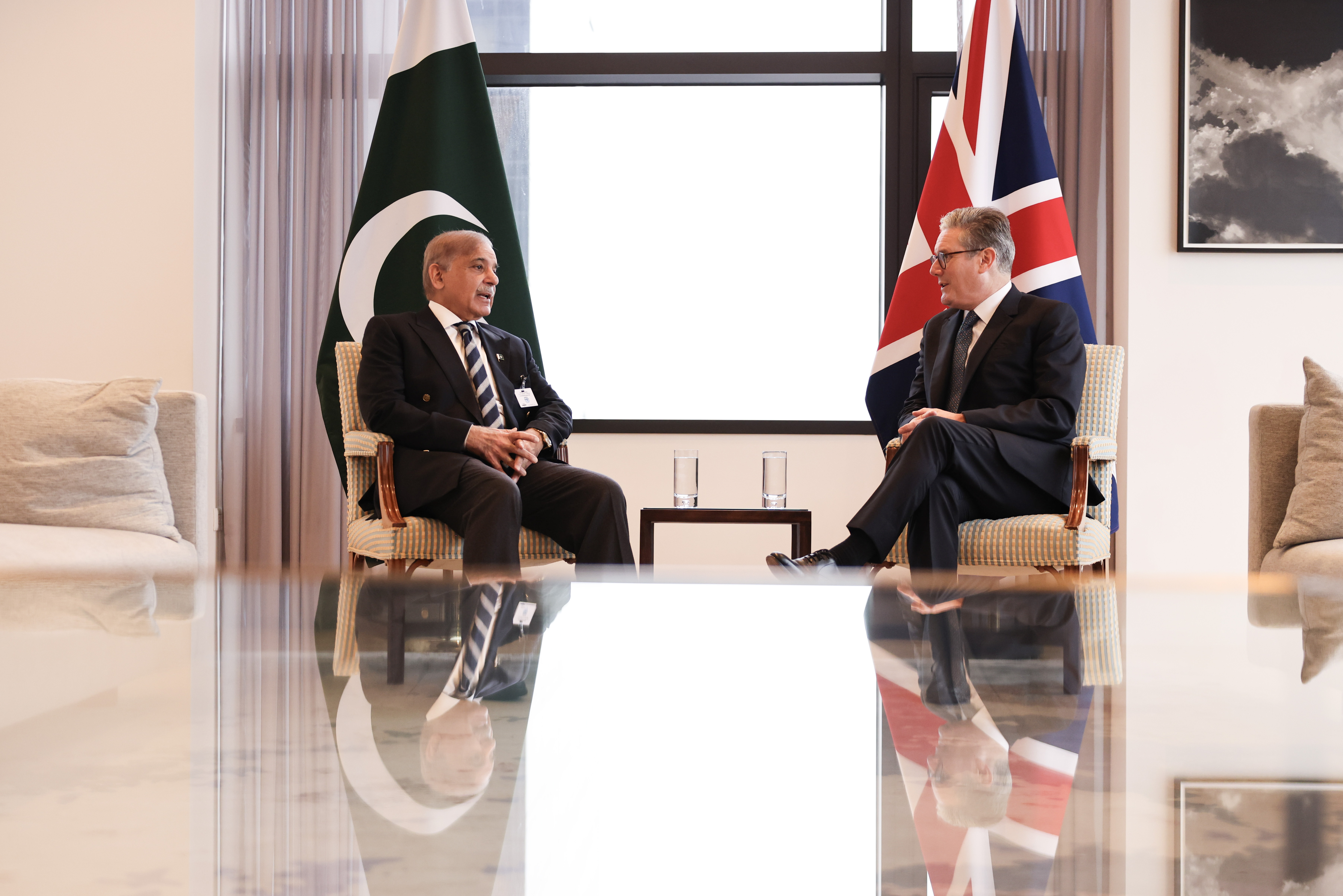
Shehbaz Sharif mit Keir Starmer (2024)

Pakistan verblieb zunächst als britischer Dominionstaat im Commonwealth Realm, mit dem britischen Monarchen als Staatsoberhaupt, bis es 1956 eine eigene Republik wurde. In der frühen Zeit des Kalten Krieges orientierte sich Pakistan außenpolitisch in Richtung der westlichen Mächte. 1954 trat Pakistan dem Verteidigungspakt SEATO in Südostasien bei; 1955 schloss es sich dem Bagdad-Pakt (später CENTO) an – einem von Großbritannien und den USA mitinitiierten Militärbündnis zur Eindämmung sowjetischer Einflüsse im Nahen Osten und Südasien. Großbritannien und Pakistan standen somit in den 1950er und 1960er Jahren auf derselben Seite der Blockkonfrontation. Nach dem Bangladesch-Krieg 1971 kam es jedoch zu Verstimmungen: Aus Protest gegen die internationale Anerkennung der Abspaltung Bangladeschs verließ Pakistan 1972 vorübergehend den Commonwealth of Nations und kehrte erst 1989 in die Staatengemeinschaft zurück. In den folgenden Jahrzehnten blieben die politischen Beziehungen im Grundsatz freundschaftlich. So unterstützte Großbritannien Pakistan wirtschaftlich (u. a. durch Entwicklungshilfe) und arbeitete eng mit Islamabad in sicherheitsrelevanten Fragen zusammen, etwa während des Kriegs gegen den Terror nach den Anschlägen vom 11. September 2001. Gleichzeitig führte die anhaltende Einwanderung von Arbeitskräften und Familienangehörigen aus Pakistan nach Großbritannien seit den 1950er Jahren zu einem wachsenden pakistanischstämmigen Bevölkerungsanteil in Großbritannien, was enge zivilgesellschaftliche Verbindungen zwischen beiden Ländern schuf.

## Wirtschaftsbeziehungen
Großbritannien ist ein bedeutender Wirtschaftspartner Pakistans. Das bilaterale Handelsvolumen (Waren und Dienstleistungen) belief sich 2024 auf rund 4,7 Milliarden Pfund Sterling. Pakistan exportiert vor allem Textilien, Bekleidung und Nahrungsmittel nach Großbritannien, während es aus dem Vereinigten Königreich hauptsächlich Maschinen, Automobile chemische Erzeugnisse und Dienstleistungen importiert. Darüber hinaus gehört das Vereinigte Königreich zu den wichtigsten ausländischen Investoren in Pakistan – es war 2023 die drittgrößte Quelle für ausländische Direktinvestitionen (FDI) in Pakistan.  Auch entfallen beträchtliche Überweisungen pakistanischer Arbeitsmigranten in Großbritannien auf die pakistanische Volkswirtschaft (Remittances). Zudem ist Großbritannien einer der größten bilateralen Geber von Entwicklungszusammenarbeit für Pakistan. Britische Entwicklungsprogramme konzentrieren sich vor allem auf Bildung, Gesundheitswesen, Armutsbekämpfung und Katastrophenhilfe. So leistete Großbritannien z. B. umfangreiche humanitäre Hilfe nach den schweren Überschwemmungen in Pakistan 2022.

## Kulturbeziehungen
Die kulturellen Beziehungen zwischen Pakistan und dem Vereinigten Königreich sind eng mit der kolonialen Vergangenheit beider Nationen verknüpft. Die englische Sprache – ein Erbe der Kolonialzeit – ist bis heute Amtssprache und Bildungssprache in Pakistan. Ebenso beruht das pakistanische Rechts- und Bildungssystem in weiten Teilen auf britischen Vorbildern. Eine zentrale Rolle spielt die pakistanische Diaspora in Großbritannien: Etwa 1,6 Millionen Menschen pakistanischer Herkunft leben im Vereinigten Königreich und prägen dort als zweitgrößte Migrantengruppe die multikulturelle Gesellschaft. Umgekehrt halten sich rund 100.000 britische Staatsbürger (einschließlich Doppelstaatler) in Pakistan auf. Dieser intensive Personenaustausch fördert vielfältige Verbindungen in Kunst, Medien, Wissenschaft und Alltagskultur. So haben pakistanische Einflüsse (beispielsweise in der Küche, Musik und Mode) einen festen Platz im modernen Großbritannien gefunden, während umgekehrt britische Sportarten wie Cricket in Pakistan populär sind. Institutionelle Akteure wie der British Council sind ebenfalls seit langem in Pakistan präsent und fördern den kulturellen Dialog, Sprachprogramme und akademische Kooperationen (der British Council ist seit 1948 ununterbrochen in Pakistan tätig). Auch Bildungsprogramme wie das Chevening-Stipendium und Universitätskooperationen tragen zu den Kulturbeziehungen bei. 2021/22 studierten knapp 23.000 pakistanische Studenten an britischen Universitäten, die viertgrößte Ausländergruppe.

## Sicherheitskooperation
Die sicherheits- und verteidigungspolitische Zusammenarbeit zählt zu den wichtigen Aspekten der bilateralen Beziehungen. Bereits im Kalten Krieg wirkten Pakistan und Großbritannien in gemeinsamen Bündnissen zusammen (siehe SEATO und CENTO). In der Gegenwart liegt der Schwerpunkt auf der Bekämpfung von Terrorismus, Extremismus und grenzüberschreitender Kriminalität. Beide Regierungen führen regelmäßig einen bilateralen Anti-Terror-Dialog durch, um Informationen über Bedrohungen auszutauschen und ihre Strategien abzustimmen. Die Streitkräfte beider Länder unterhalten traditionell enge Verbindungen; so besteht insbesondere in der Offiziersausbildung und im Bereich Spezialkräfte eine langjährige Kooperation. Großbritannien unterstützt die pakistanischen Sicherheitsbehörden zudem mit Ausrüstungs- und Ausbildungshilfe, z. B. bei der Flughafensicherheit und der städtischen Polizeiarbeit. Nicht zuletzt arbeiten britische und pakistanische Nachrichtendienste eng zusammen, um Extremisten aufzuspüren, die eine Gefahr für beide Länder darstellen könnten.